# Murti
 (août 2022).
Si vous disposez d'ouvrages ou d'articles de référence ou si vous connaissez des sites web de qualité traitant du thème abordé ici, merci de compléter l'article en donnant les références utiles à sa vérifiabilité et en les liant à la section « Notes et références ».

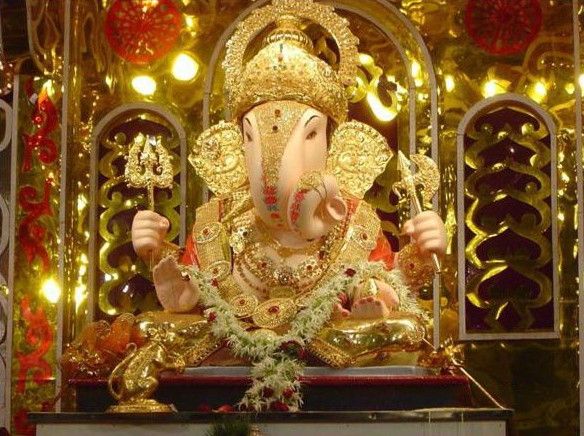
Murti de Ganesh en argile

La murti (en sanskrit मूर्ति (mūrti), « forme ») est dans l'hindouisme la représentation d'un dieu, permettant sa vision cultuelle, le darshan. Les divinités sont reconnaissables à leurs attributs (ayudha), leurs postures, leurs coiffures, leur monture et leurs mudras, etc.
Naturellement les yantras, et les symboles tels le swatiska et le signe Om̐ sont entrés aussi dans l'imagerie populaire religieuse.

## Lamurticomme représentation
Les différentes écoles de l'hindouisme, particulièrement les écoles dévotionnelles, ou bhakti, et tantriques, ont une conception monothéiste propre à chacune des divinités suprêmes - généralement Vishnu, Shiva, Krishna ou Devî - d'où émanent toutes les autres déités et tous les principes. La plupart des hindous vénèreront ainsi plusieurs dieux et déesses dans lesquels ils ne voient que différents aspects de la même réalité manifestée. Ce culte s'effectue principalement par l'intermédiaire des murtis.
Les murtis sont des statues ou des images utilisées comme des supports, des foyers de dévotion et de méditation. Elles sont parfois abstraites, parfois grossières comme Jagannatha, mais le plus souvent il s'agit de représentations de dieux et de déesses tels que Shiva ou Ganesh, Ram, Krishna, Sarasvati ou Kali, qui peuvent être extrêmement complexes, comme celles de Shiva et Vishnou.
L'idée que les déités sont des passerelles puissantes pour la foi et des représentations de la vérité est appelée ishta devatâ, ou déité personnelle choisie. Puisque l'esprit du dévot est dans la turbulence - vritti - et, par suite, incapable de se concentrer sur une divinité sans forme, la murti habille dieu d'une forme pour servir de support à la dévotion. Les hindous voient ainsi les différents dieux comme des manifestations diverses de l'Un véritable, du Brahman, le principe divin informe, donc anicônique. Les pratiques dévotionnelles - ou de bhakti - préconisent ainsi de cultiver un lien profond et personnel d'amour avec Dieu par une de ses formes, et se servent souvent des murtis représentant cette forme. Comme le dit Daniélou : L'image d'un dieu est donc une forme utilisée pour concentrer la pensée sur une abstraction.
Le culte de la murti est idolâtre (ce qui peut prendre une connotation péjorative dans les religions telles que le judaïsme, le christianisme ou l'islam). Les hindous vénèrent des divinités de pierre ou de métal, « non en tant que symboles mais en tant que corps physique des Dieux ». Pendant la cérémonie, les Dieux utilisent ces formes pour répandre leur puissance et leur bénédiction aux fidèles.
Pourtant, l'hindouisme n'est pas qu'un polythéisme : il a une « tendance » au polythéisme, tout autant qu'une tendance au monothéisme, au panthéisme et à l'hénothéisme, sans que cela ne lui pose le moindre problème ; la mise en opposition monothéisme/polythéisme (chère aux religions abrahamiques) est inconnue de l'hindouisme.
La notion suprême et abstraite de Dieu (ou Absolu) est traduite par Brahman, le Soi suprême, l'Âme universelle, cosmique.
Cette vénération de l'Absolu, chacun, pense l'hindou suivant la tolérance habituelle en Inde, l'effectue en prenant son chemin propre, en utilisant les outils qui lui conviennent le mieux. D'ailleurs, la divinité décrite par l'islam et le christianisme, lorsqu'ils ne sont pas conquérants et missionnaires, le judaïsme des premiers juifs en Inde et le zoroastrisme des Pârsî, est vue par les hindous comme une image mentale du Brahman.
La murti est donc un outil de vénération, de méditation, pas une idole, ce qui explique qu'elle puisse être détruite sans entraîner de sacrilège comme cela se fait très couramment au cours des fêtes hindoues, telles que la Durgā pūjā de Kolkata ou la Ganesh Chaturthi pratiquée au Maharashtra. Lorsque la murti a joué son rôle, il est naturel de la détruire. De la même façon, la statue de Jagannatha de Puri est brûlée, reconstruite et repeinte régulièrement.

## Lamurtien tant qu'objet représentatif

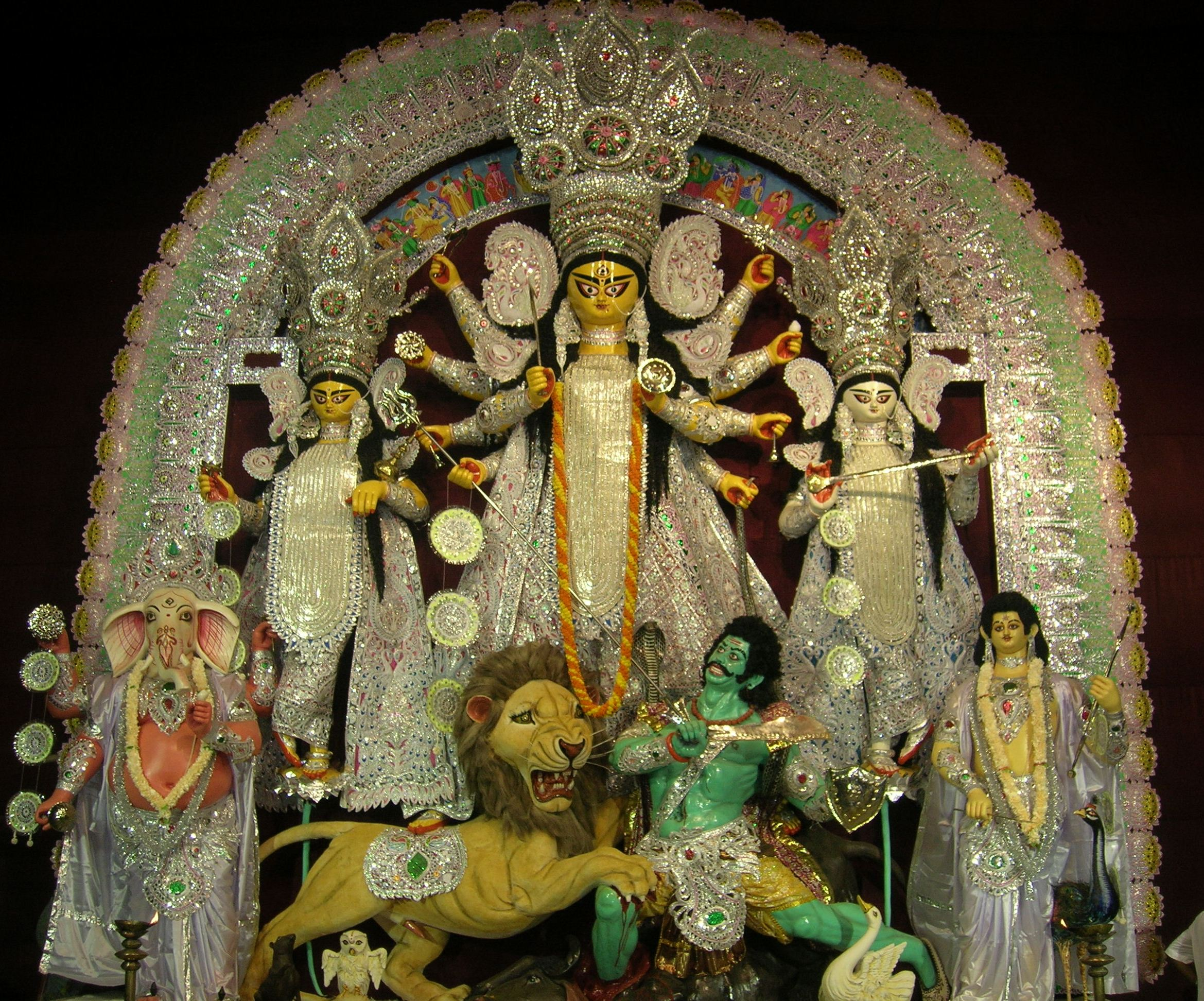
Statuette de Dourgâ

Dans les murtis, les dieux ont souvent plusieurs bras, plusieurs têtes, des attributs particuliers. Chacun a un vâhana, dit véhicule ou monture. Dans la statuaire, la forme prime sur la matière dont est faite la murti. Cependant, certaines matières - l'or, l'argent, le bronze, la pierre - sont associées à certains dieux.
Comme le dit [Où ?] d'ailleurs Alain Daniélou, exprimant parfaitement le point de vue hindou, : « Lorsqu'une image ou l'histoire d'une incarnation ou d'un prophète ou de toute manifestation du divin en vient à être regardée comme une matérialité, comme un fait historique, au lieu d'être comprise comme un symbole, elle a perdu la partie la plus importante de sa signification et est devenue en effet un objet d'idolâtrie et de superstition »[réf. nécessaire], ce qui semble s'appliquer parfaitement aux religions du livre qui recherchent une assise historique. On a cependant vu cette dérive apparaître avec le nationalisme hindou, comme avec l'affaire de la Mosquée de Babri.
Les yogi n'utilisent les images divines que dans le but de pouvoir pratiquer la concentration/dharana (création d'un point d'ancrage pour la méditation), la méditation/dhyana (contrôle des flux mentaux grâce au point d'ancrage créé par la concentration) qui doit mener au samadhi/enstase – où la conscience s'unifie complètement et se libère de la Nature/Prakriti : sans forme sacrée, permettant la concentration préablable, aucune dévotion ou méditation n'est possible. Ramana Maharshi disait à ce propos :

« Nous sommes si bien enfoncés dans les formes que nous avons besoin d’une forme concrète visible pour pouvoir méditer. Tant que nous avons une forme, pourquoi n’adorerions-nous pas le Dieu sans forme comme s’il avait une forme ? Aussi longtemps que nous nous identifions à notre corps, il n’y a aucun mal à adorer une Image. Si nous avons un corps, Vishnou en a un aussi. »